# Кобиз
Кобиз або килкобиз чи кил-кобиз (каз. қобыз, қыл қобыз) — давньотюркський / тюркський, а також казахський народний двострунний смичковий музичний інструмент, що складається із дерев'яної ручки нагорі та по середині видовбаною півкулею без покриття верхньою дошкою, а внизу обтягнутого верблюжою шкірою завуженого порожнього виступу, який слугує також підставкою. На лукоподібний контур кобиза закріплюються струни звитих із кінського волосу. Грають на кобизі коротким вигнутим смичком, стискаючи нижню частину кил-кобиза в колінах. Кобиз мав сакральне значення, використовувався степовими шаманами-бакси для обрядів.
Легендарним творцем кобиза є тюркський філософ, поет-пісенник та композитор X століття — Коркит ата (Коркит) чи Коркут ата (Коркут). У 1980 році на березі Сирдар'ї, за переданням в місці поховання Коркита встановлено пам'ятник «Коркит Ата», де в архітектурі образно відображені особливості кобиза зі схожим відтворенням його звуку при подуві вітру. Цей пам'ятник визнано загальнотюркським культурним надбанням.

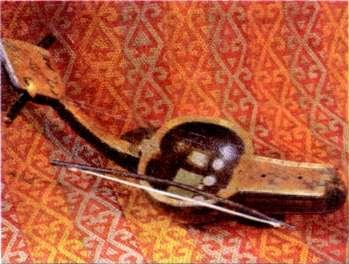
Кобиз

Кобиз — один з найдавніших в світі смичково-струнних інструментів, що був створений і розповсюджений тюркськими племенами, які змінювали його форму й призначення відповідно до своїх уявлень про музику, художньо-естетичним традиціям та наявним природним матеріалам. Казахський кобиз зберіг найдавніші риси у вигнутій формі спорідненій з луком. Тертя двох луків волосяними тятивами один об другий було прообразом гри на смичкових інструментах, при цьому лук був як смичком, так і корпусом інструмента. Робиться кобиз за древнім способом виготовлення музичних інструментів із суцільного обрізка дерева. Оскільки за стародавніми віруваннями багатьох народів, співоча жива душа дерева, яка звучатиме в інструменті, зберігається лише в цілісній частині деревини. Відкритий корпус кобиза з двома струнами із скручених пучків кінського волосся, дають густий та багатий обертонами тембр. Кобиз вважається прародителем низки смичкових інструментів, зокрема: фіделя, ребека (арабською «ребаб»), пошета, віоли, властивості яких поєдналися в появі скрипки.